# Miguel Hidalgo Dos, Chiapas
Miguel Hidalgo Dos är en ort i Mexiko.   Den ligger i kommunen Salto de Agua och delstaten Chiapas, i den sydöstra delen av landet, 800 km öster om huvudstaden Mexico City. Miguel Hidalgo Dos ligger 162 meter över havet och antalet invånare är 105.
Terrängen runt Miguel Hidalgo Dos är huvudsakligen kuperad, men åt sydväst är den platt. Runt Miguel Hidalgo Dos är det ganska glesbefolkat, med 38 invånare per kvadratkilometer. Närmaste större samhälle är Salto de Agua, 10,0 km väster om Miguel Hidalgo Dos. I omgivningarna runt Miguel Hidalgo Dos växer i huvudsak städsegrön lövskog.